# شیلا جیفریز
شیلا جیفریز (انگلیسی: Sheila Jeffreys؛ زادهٔ ۱۳ مهٔ ۱۹۴۸) استاد دانشگاه، و نویسنده اهل بریتانیا است.